# 아리프 알비
아리프우르레흐만 알비(우르두어: عارف الرحمان علوی, 영어: Arif-ur-Rehman Alvi, 1949년 7월 29일~)는 2018년 9월 9일부터 현재까지 재임 중인 파키스탄의 제13대 대통령이다. 2013년 6월부터 2018년 5월까지, 2018년 8월부터 9월까지 파키스탄 국회의원을 역임했다. 파키스탄 정의운동(PTI)의 창립 멤버인 알비는 2018년 9월 4일 대통령 선거에 이어 파키스탄의 대통령으로 선출되었다.
알비는 1979년 자마트에이슬라미에 가입하기 전 치과의사였지만, 이후 당에서 사임하고 1996년 전 파키스탄 크리켓 팀 주장이자 크리켓 선수 출신 정치인 임란 칸과 함께 파키스탄 정의운동을 설립했다.
알비는 2013년 카라치 의석에서 국회의원으로 선출되었으며 2018년 재선되어 대통령 선거 후보로 지명되었다. 2018년 9월 9일, 파잘우르레흐만과 아이차즈 아샨을 누르고 파키스탄의 제13대 대통령으로 선출되었으며, 이후 국회에서 사임하고 맘눈 후세인의 뒤를 이어 취임 선서를 했다.
2024년 3월 10일 퇴임하였다.

## 생애 및 교육
알비는 1949년 7월 29일, 파키스탄 자치령 카라치에서 태어났다.
그의 아버지 하비브우르레흐만 엘라히 알비는 영국령 인도의 치과의사로 파키스탄 건국 후 카라치로 이주하여 사다 타운에 치과 병원을 열었다. 그의 아버지는 자마트에이슬라미 파키스탄과 정치적으로 제휴하게 되었다. 파키스탄 정의운동 웹사이트에 따르면, 알비의 아버지는 인도의 초대 총리 자와할랄 네루의 치과의사였다고 한다.
그의 아버지가 의무적인 성경 수업에 반대하는 캠페인을 시작한 후, 그는 카라치 문법학교에서 퇴학당했다. 그는 카라치에서 초기 교육을 마치고 1967년 치과 교육을 위해 라호르로 이사했다. 알비는 디몬트모렌시 치과대학에서 치과 외과 학사 학위를 받았다. 그는 1975년에 미시간 대학교에서 의치학 석사 학위를 마쳤다. 알비는 1984년 캘리포니아주 샌프란시스코에 있는 퍼시픽 대학교에서 교정학 석사 학위를 받았다. 파키스탄으로 돌아온 후, 그는 치과 실습을 시작했고 알비 치과 병원을 설립했다.
알비는 사미나 알비와 결혼했고, 네 명의 자녀가 있다.
2021년 3월, 제1차 접종 직후 코로나19 양성 판정을 받았고, 이후 시노팜 백신으로 확인됐다. 2022년 1월, 그는 오미크론 파동 속에서 다시 코로나19에 감염되었다.

## 직업 경력
1981년 알비는 파키스탄 국제 치과 회의 의장이었다. 1987년 제3차 파키스탄 국제 치과 회의의 의장이 되었다. 그는 제5회 파키스탄 국제 치과 회의의 후원자가 되었다. 1997년 알비는 미국 치과 교정 위원회의 외교관이 되었다. 그는 파키스탄 치과 협회의 헌법을 준비했고 회장이 되었다. 그는 또한 제28회 아시아 태평양 치과 대회의 의장을 지냈다.
그는 파키스탄의 내과 및 외과 대학의 교정학 교수로 재직했다. 2006년 아시아 태평양 치과 연맹 회장으로 선출되었다. 다음 해, 그는 세계 치과 연맹의 의원으로 선출되었다.

## 정치 경력

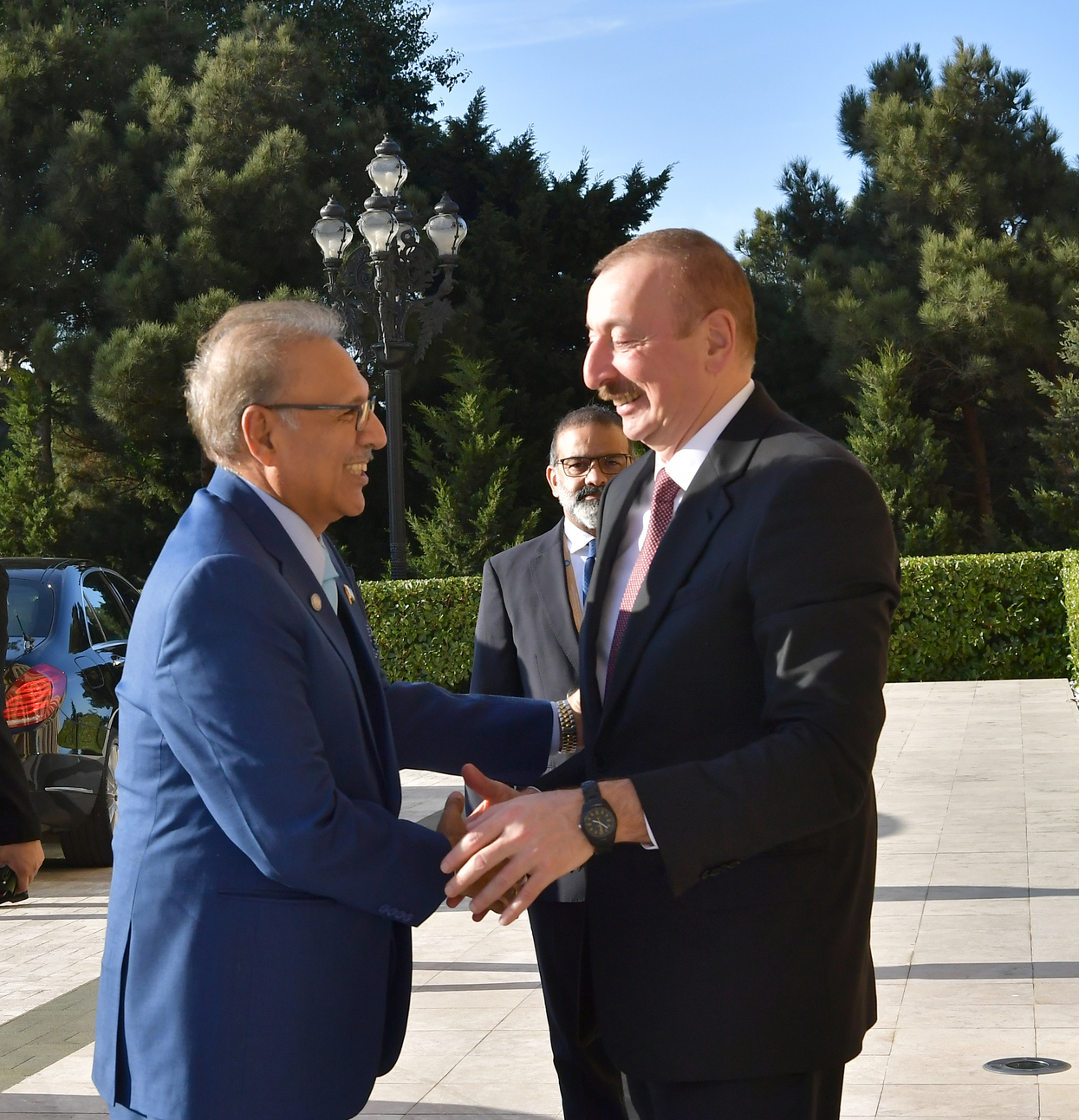
알비는 아제르바이잔 대통령 일함 알리예프와 만났다.

알비는 투표 요원으로 정치 경력을 시작했고, 종교 정당에 가입했다.
디몬트모렌시 치과대학에서 공부하는 동안, 그는 학생 조합의 적극적인 회원이 되었다. 그는 자마트에이슬라미 파키스탄(JI)의 학생회인 이슬라미 자미아트 탈라바와 정치적으로 제휴하게 되었고 학생회의 회장이 되었다. 그의 초창기 동안, 그는 아유브 칸 정권의 비평가였고 1969년 라호르의 더 몰에서 시위에 참가하는 동안 두 번 총에 맞았고, 총알은 여전히 그의 몸에 박혀 있다.
그는 줄피카르 알리 부토가 1977년 파키스탄 총선을 발표한 후 정치적으로 활동적이 되었다.
그는 1979년 카라치의 선거구에서 JI의 후보로 신드주 의회에 출마했지만 실패했다. 1988년, 그는 JI를 그만두고 정계를 떠났다. 알비에 따르면, 그는 정치에 대한 그들의 좁은 초점에 환멸을 느꼈고 "항상 정직한 리더십이 파키스탄의 문제에 대한 진정한 해결책이라고 느꼈기 때문에" 당을 떠났다.
임란 칸에게 영감을 받은 후, 그는 1996년 파키스탄 정의운동(PTI)에 가입했고 당의 창립 멤버 중 한 명이 되었다. 그는 PTI의 당헌을 준비하는 데 참여했다.
그는 1997년 PTI 신드주 지부의 회장이 되기 전까지 1년 동안 PTI 중앙 집행 위원회의 위원으로 남아 있었다.

## 대통령직
2018년 8월 18일, 파키스탄 정의운동(PTI)에 의해 파키스탄 대통령 후보로 지명되었다. 2018년 9월 4일, 파키스탄 대통령 선거에서 13대 대통령으로 당선되었다. 그는 352표의 선거인단을 얻었고, 각각 184표와 124표를 얻은 파잘우르레흐만과 아이차즈 아샨을 물리쳤다. 대통령으로 선출된 후, 알비는 임란 칸 총리와 정부 연합에게 그들의 지지에 감사했다. 그는 인도 분할 이후 인도에서 파키스탄으로 이주한 파키스탄의 세 번째 대통령이다. 2018년 9월 5일 국회의원직을 사퇴했다. 9월 9일, 그는 맘눈 후세인의 뒤를 이어 파키스탄의 제13대 대통령으로 취임했다. 9월 17일, 그는 대통령으로서 처음으로 국회에서 연설을 했다.
2022년 4월 3일, 그는 임란 칸 총리의 조언에 따라 파키스탄 국민의회를 해산하여 총리직에서 칸을 제거하려는 예정된 불신임안의 이동을 막았다. 해산은 파키스탄 대법원에 상고되었으며, 대법원은 이 조치가 위헌이라고 선언하고 4월 7일, 국회를 복원했으며, 4월 9일, 밤 불신임안을 진행했다. 이 동의는 174명의 국회의원이 찬성표를 던진 후 성공적이었고 (172명이 필요함), 따라서 임란 칸의 총리 임기는 끝났다.
2024년 3월 10일 퇴임하였다.

## 역대 선거 결과
| 선거명      | 직책명            | 대수 | 정당              | 득표율 | 득표수 | 결과 | 당락 |
| ----------- | ----------------- | ---- | ----------------- | ------ | ------ | ---- | ---- |
| 2018년 선거 | 파키스탄의 대통령 | 13대 | 파키스탄 정의운동 | 53.33% | 352표  | 1위  |      |